# Червоный Орлик
Червоный Орлик (укр. Червоний Орлик) — село,
Покровский сельский совет,
Криничанский район,
Днепропетровская область,
Украина.
Код КОАТУУ — 1222085009. Население по переписи 2001 года составляло 20 человек.

## Географическое положение
Село Червоный Орлик находится у истоков реки Каменка,
ниже по течению на расстоянии в 2,5 км расположено село Братское (Софиевский район).
На расстоянии в 1,5 км расположено село Милорадовка.
Рядом проходит железная дорога, станция Милорадовка в 2-х км.